# Wadotes deceptis
Wadotes deceptis là một loài nhện trong họ Amaurobiidae.
Loài này thuộc chi Wadotes. Wadotes deceptis được miêu tả năm 1987 bởi Bennett.